# Ketleyn Quadros
Ketleyn Quadros, född den 1 oktober 1987 i Brasilia, Brasilien, är en brasiliansk judoutövare.
Hon tog OS-brons i damernas lättvikt i samband med de olympiska judotävlingarna 2008 i Peking.